# برین ابری
برین ابری (انگلیسی: Brian Abrey؛ زادهٔ ۲۵ آوریل ۱۹۳۹) یک بازیکن فوتبال اهل انگلستان است.